# 范村乡
范村乡，是中华人民共和国河南省開封市祥符区下辖的一个乡镇级行政单位。

## 行政区划
范村乡下辖以下地区：
范村、谢湾村、郭庄村、边桥村、张田村、香坊村、瓦屋里村、刘寨村、米店村、赤仓村、袁付庄村、范村杨岗村、范村杨楼村、许墩村、南村、百亩岗村、周里岗村、闫梦庄村、传里砦村、韶封村、齐岗村和大关头村。